# Trefcon
Trefcon é uma comuna francesa na região administrativa de Altos da França, no departamento de Aisne. Estende-se por uma área de 4,02 km². Em 2010 a comuna tinha 85 habitantes (densidade: 21,1 hab./km²).